# کریستف کرن
کریستف کرن (فرانسوی: Christophe Kern‎؛ زادهٔ ۱۸ ژانویهٔ ۱۹۸۱) دوچرخه‌سوار اهل فرانسه است.
از باشگاه‌هایی که در آن رکاب زده‌است می‌توان به تیم دوچرخه‌سواری اف‌دی‌جی تیم دوچرخه‌سواری کردیت اگریکول، تیم دوچرخه‌سواری کوفیدیس و تیم دوچرخه‌سواری دیرکت انرژی اشاره کرد.